# عزان (عمران)
عزان هي إحدى قرى الجمهورية اليمنية. تتبع جغرافيا لمحافظة عمران و إداريًا لمديرية خمر. يبلغ تعداد سكانها 1059 نسمة حسب الإحصاء الذي أجري عام 2004.